# Björkholmens IF
Björkholmens Idrottsförening var en kvartersklubb från stadsdelen Björkholmen i Karlskrona. Klubben grundades 14 september 1941, Klubben gick den 2 november 1968 samman med Karlskrona Bollklubb och Saltö Bollklubb och bildade Karlskrona Allmänna Idrottsförening. Klubben spelade i fotbollsserier 1944-1967.